# Bad Lobenstein
Bad Lobenstein – miasto uzdrowiskowe w Niemczech, w kraju związkowym Turyngia, w powiecie Saale-Orla.

## Współpraca
Miejscowość partnerska:
- Leonberg, Badenia-Wirtembergia